# Janko Borodáč
Janko Borodáč, all'anagrafe Ján Borodáč (Prešov, 18 giugno 1892 – Bratislava, 18 febbraio 1964), è stato un attore, regista teatrale e traduttore slovacco.
Fu uno dei fondatori del teatro professionale slovacco. Adottò gli pseudonimi di Ján Debnár e di Janko Bystrý.

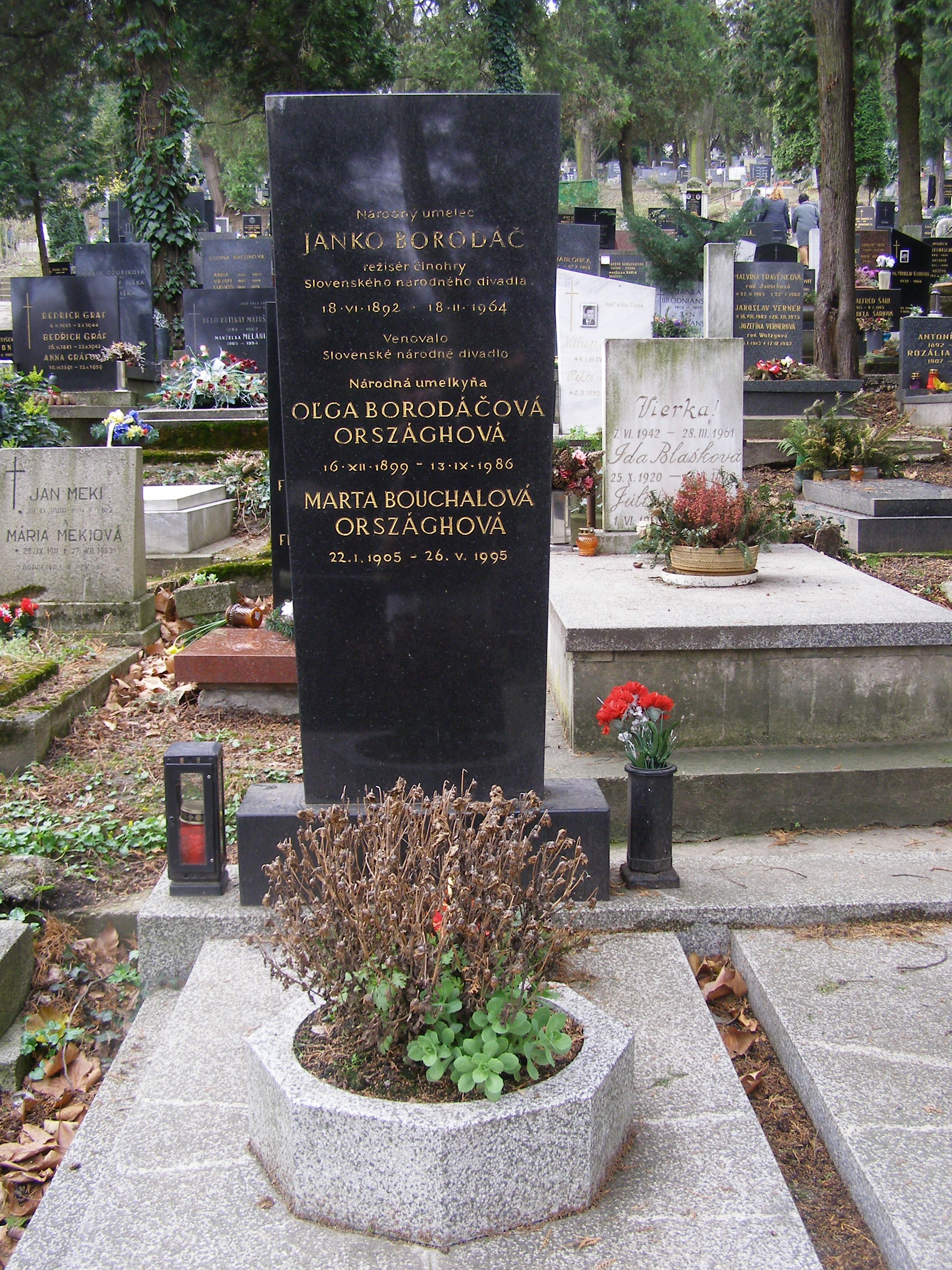
La tomba di Janko Borodáč al cimitero di Slávičie údolie di Bratislava.

## Biografia
Studiò all'istituto magistrale e per due anni fu insegnante a Pstriná e a Kvačany. Nel 1913 dovette arruolarsi e dopo lo scoppio della Prima guerra mondiale fu destinato al fronte russo. Fu ferito e catturato dai russi, occasione in cui riuscì però a apprendere il russo e fare la conoscenza della letteratura russa, accostandosi anche all'attività teatrale come dilettante. 
Nel 1918 fece ritorno in Slovacchia, ove ricominciò a insegnare e organizzò spettacoli teatrali di dilettanti. L'attività teatrale gli piaceva a tal punto, che nel 1919 partì per Praga, ove fu il primo slovacco a studiare recitazione al conservatorio. Terminò gli studi nel 1921.
Nella stagione 1921/1922 Borodáč andò in scena nella sezione propagandistica del Teatro Nazionale Slovacco di Bratislava, soprannominata Marška (dal tedesco Marschkompanie). Qui incontrò la futura moglie, l'attrice Oľga Borodáčová, e gli attori Jozef Kello, Andrej Bagar e Gašpar Arbét. Si trattava dei primi attori slovacchi professionisti. La compagnia compì tour attraverso la Slovacchia con l'obiettivo di promuovere la nascita del teatro professionale slovacco. La prima stagione fu un fiasco.
Borodáč nel 1922 tornò a insegnare a Sabinov, ove poco dopo sposò Oľga e insieme proseguirono l'attività teatrale come dilettanti. Due anni dopo, nel 1924 il Teatro Nazionale Slovacco decise di ingaggiare i coniugi Borodáč. Janko incominciò a insegnare tecnica di recitazione alla sezione drammatica dell'Accademia musicale e drammatica e così incominciò pure con le sue prime regie. Nel 1929 divenne drammaturgo e direttore artistico del teatro di prosa del Teatro Nazionale Slovacco. 
Nel 1932 la compagnia di prosa si divise tra prosa slovacca e prosa ceca. A capo della prosa slovacca vi era Janko Borodáč. Durante la prima repubblica slovacca il Teatro Nazionale Slovacco da impresa provata passò nelle mani dell'amministrazione di un commissario governativo. E lo stesso Borodáč fu sotto l'influsso delle tendenze nazionalistiche dell'epoca, che portarono alla nascita dei suoi primi drammi - Chlapci na stráži ("Ragazzi nella lotta") e Juro Jánošik e anche agli adattamenti relativamente infelici di pezzi del repertorio classico slovacco, come il dramma di Ján Chalupka Kocúrkovo alebo Len aby sme v hanbe neostali ("Kocurkovo, ovvero: pur di non restare nella vergogna") e con quelli di Ján Palárik Inkognito e Drotár ("Il padellaio"), che furono sfruttati come propaganda per la prima repubblica. 
Dopo la Seconda guerra mondiale Borodáč fu impegnato nel rinnovamento del Teatro nazionale della Slovacchia orientale (oggi Teatro di Stato) di Košice. Insieme con la moglie fu impegnato a Košice fino al 1953 e trasmise anche quelle esperienze pratiche che aveva acquisito al Teatro Nazionale Slovacco di Bratislava. Così cambiò la sua retorica teatrale e abbracciò il realismo socialista. 
Tornò quindi a Bratislava, con gli incarichi di regista al Teatro Nazionale Slovacco e di docente di recitazione e di regia all'Alta scuola di arti musicali, che continuò a disimpegnare fino alla morte, avvenuta nel 1964.

## Attività
Borodáč come attore, fra il 1921 e il 1948 si esibì sui palcoscenici del Teatro Nazionale Slovacco e del Teatro nazionale della Slovacchia orientale in circa cento spettacoli. Ma la sua vera importanza deriva dal fatto che organizzò la vita teatrale slovacca e in modo particolare si dedicò alla nascita del teatro professionale slovacco. Come regista seguì soprattutto obiettivi patriottici. Il Teatro Nazionale Slovacco operava in città prive di una precisa identità nazionale e magiarizzate, in cui riuscì a trovare spettatori per il nuovo teatro slovacco. 
Negli anni 1920 e '30 si ebbero le rappresentazioni più riuscite di Janko Borodáč, fra cui i drammi di Tajovský Statky - zmätky ("Gli averi sono dispiaceri") e Ženský zákon ("La legge delle donne"), la commedia di Palárik Zmierenie alebo Dobrodružstvo pri obžinkoch ("La riconciliazione ovvero l'Avventura per la festa del raccolto") e il dramma di Hviezdoslav Herodes a Herodias ("Erode ed Erodiade"). Ebbe meriti nello sviluppo dell'attività del drammaturgo Ivan Stodola, e valorizzò i drammi di Ján Chalupka, Ladislav Nádaši-Jégé, Vladimír Hurban Vladimírov e di altri. 
Gli spettacoli erano inscenati in modo molto realistico, a volte anche alla lettera. Sotto l'influsso di Stanislavskij e del Teatro d'arte di Mosca gradualmente si rivolse al realismo psicologico. Era più incline alla commedia che non alla tragedia. Anche fra le opere degli autori russi e sovietici attinse per lo più alle commedie, ma mise in scena anche tragedia. Nella sua attività del dopoguerra una delle migliori rappresentazione fu quella delle "Tre sorelle" di Čechov, a Košice. Tuttavia il livello dei suoi spettacoli aveva spesso delle cadute, perché doveva lavorare molto rapidamente e spesso non trovava tempo per l'arte.
Borodáč scrisse inoltre diversi saggi sul teatro e tradusse drammi dal russo. Ricevette numerosi riconoscimenti: il premio di Stato nel 1952, il titolo di artista nazionale nel 1955, l'Ordine del Lavoro nel 1960 e l'Ordine della Repubblica nel 1962.